# Jean-Claude Decaux
Jean-Claude Decaux (15 de septiembre de 1937-27 de mayo de 2016) fue un multimillonario francés dedicado a la publicidad exterior. Jean-Claude Decaux fue el presidente y fundador de la empresa JCDecaux, dirigida actualmente por sus hijos Jean-François y Jean-Charles.